# Avni Rustemi
Avni Rustemi (ritkán Avni Rustem; Libohova, 1895 – Tirana, 1924. április 22.) albán politikus, az 1920-as évek első felének egyik ellentmondásos, de meghatározó alakja.
Már 1910-től szülővárosában volt elemi iskolai tanító, 1913-tól Vlorában, 1916–1917 között Tepelenában, majd 1918-ig ismét Vlorában tanítóskodott. Időközben Elbasanban tanult pedagógiát. Gyerekfejjel bekapcsolódott az Albánia szabadságáért és függetlenségéért vívott nemzeti mozgalomhoz. 1908-ban otthagyta az iskolapadot, hogy csatlakozzon Çerçiz Topulli partizánosztagához. 1910-ben sikertelen merényletet követett el Shkodra oszmán katonai parancsnoka, Shefqet Turgut pasa ellen. 1914-ben a Dél-Albániát elfoglaló görög csapatok elleni harcban vett részt. 1918-ban az ő kezdeményezésére alakult meg a nemzeti érzelmű ifjakat tömörítő szervezet Vlorai Fiatalok (Djalëria e Vlorës) néven. A megszálló olaszok elleni, november 28-án megtartott demonstrációjuk után a szervezetet feloszlatták. 1919 tavaszán – ezúttal az Elbasan melletti Shënmiterben – alapította a radikális Albán Ifjak Ligáját (Lidhje e Rinisë Shqiptare).
1920-ban Párizsba utazott, ahol június 13-án, a Hotel Continental előtt három leadott lövéssel sikeres merényletet követett el a frissében királlyá választott, szerbbarát albán politikus, Esat Toptani ellen. Rustemit a párizsi rendőrség letartóztatta, de november 30-án az esküdtbíróság felmentő ítéletet hozott a perében.
1920 decemberében Rustemi visszatért hazájába, és csatlakozott a Fan Noli nevével fémjelzett, néppárti kötődésű demokratikus mozgalomhoz. Az 1921. április 25-én Vlorában alapított Haza (Atdheu) szervezet vezetője lett, amely hamarosan szakszervezetbe fogta össze az albán tanárokat és tanítókat. Miután Amet Zogu, az Ypi-kormány belügyminisztere 1922 augusztusában feloszlatta a szervezetet, Rustemi október 13-án Tiranában egy újabb, a demokratikus ellenzék egy részét összefogó társaságot alapított Egység (Bashkim) néven. Ekkor Albánia demokratikus ifjúsága már vezetőjeként ismerte el és tisztelte Rustemit. Nyilvános beszédeiben és újságcikkeiben tett hitet a Zogu jelképezte félfeudális társadalmi viszonyok átalakítása, Albánia nyugati típusú demokratizálódása mellett. Forradalmi és demokratikus eszméi hatottak a nemzetgyűlési képviselők Zoguval szembehelyezkedő részére is. Ugyancsak 1922-ben Fan Nolival és Sylejman Delvinával megalapították a Demokraták Ellenzéki Pártját, amely eltérő politikai nézetű, de egyvalamiben egyetértő albánokat tartott össze: Zogunak távoznia kell a hatalomból.
Ezt a szervezkedést a hatalmát féltő Zogu nem nézte tétlenül. 1924. április 20-án Tiranában zogisták egy csoportja fényes nappal sikeres merényletet követett el Rustemi ellen. Két nappal később a tiranai állami kórházban hunyt el. Utolsó útjára tízezrek kísérték el, Fan Noli tartott gyújtó hangú gyászbeszédet. Az ellenzék a fél országon átutaztatta Rustemi holttestét, hogy így szólítsa fel a népet a rendszer megdöntésére. Az országossá váló elégedetlenségi hullám a júniusi forradalomhoz vezetett.
Enver Hoxha kommunista rendszere Rustemi alakját idealizálta, s posztumusz a Nép Hőse címet adományozták neki. 1981-ben Ilo Pando rendezésében, az Avni Rustemi című dokumentumfilmben dolgozták fel Rustemi életét, jóllehet a hoxhai történelemszemléletnek megfelelően alakja a legkevésbé sem ellentmondásos, a kommunista népi hős alakja rajzolódik ki a filmvásznon.